# 263 (číslo)
Dvě stě šedesát tři je přirozené číslo, které následuje po čísle dvě stě šedesát dva a předchází číslu dvě stě šedesát čtyři. Římskými číslicemi se zapisuje CCLXIII a řeckými číslicemi σξγ.

## Matematika
263 je:
- Bezpečné prvočíslo
- Šťastné číslo
- Nepříznivé číslo

## Chemie
- 263 je nukleonové číslo nejstabilnějšího známého izotopu rutherfordia[1]

## Astronomie
- (263) Dresda je planetka hlavního pásu, kterou objevil v roce 1886 Johann Palisa

## Doprava
- Silnice II/263 je česká silnice II. třídy vedoucí na trase Kravaře (okres Česká Lípa) – Žandov – Česká Kamenice – Rybniště – Krásná Lípa – Rumburk – Jiříkov – Německo[2][3][4][5]

## Ostatní
- +263 je mezinárodní telefonní předvolba Zimbabwe

## Roky
- 263
- 263 př. n. l.